# پیتر بالاژ (بوکسور)
پیتر بالاژ (انگلیسی: Peter Baláž؛ زادهٔ ۱۳ ژوئن ۱۹۷۴) بوکسور، و بازیگر اهل کشور اسلواکی است. او در فیلم بز بازی کرده‌است.